# Bloodpatch
Bloodpatch (auch Blutpatch oder Uncut Patch, kurz UCP) ist ein Oberbegriff für die Möglichkeit, angewandte lokale Anpassungen in Computerspielen teilweise oder vollständig rückgängig zu machen. Dabei handelt es sich meist um Gewaltdarstellungen, die entfernt oder abgeschwächt wurden, um Rechtskonformität herzustellen.

## Ursachen
Um dem Jugendschutz gerecht zu werden, werden Spiele eingestuft und auf verrohende Inhalte wie auch verfassungsfeindliche Symbolik geprüft. Um dem gerecht zu werden oder eine niedrigere Einstufung zu erhalten, nehmen Entwickler und Verleger Veränderungen an den Spielen vor, um die Verkaufszahlen des Spiels zu steigern. Oft wird daher fälschlicherweise von einer Selbstzensur gesprochen. Eine explizite Gewaltdarstellung würde eine hohe Altersfreigabe nach sich ziehen. Bei der Einstufung keine Jugendfreigabe wäre sogar eine Indizierung durch die Bundeszentrale für Kinder- und Jugendmedienschutz oder einer Beschlagnahme und theoretisch bis zu einem Besitzverbot möglich. Dafür wäre ein entsprechender Antrag und der dazugehörige Verfahrensentscheid notwendig. Die Anpassungen betreffen meist bestimmte Sprachversionen oder aber die allgemeine Verkaufsversion eines Spiels.
Wegen seines strengen Jugendschutzgesetzes ist Deutschland von der Anpassung von Computerspielen weltweit am häufigsten betroffen. Entsprechend stammen die meisten Nutzer und Entwickler von Bloodpatches aus Deutschland. Auch in Österreich und der Schweiz sind Konsumenten oft betroffen, da sich die Verleger trotz lockerer Jugendschutzgesetze häufig der deutschen, veränderten Version bedienen. Daher reaktivieren die Bloodpatches entweder Inhalte, die durch die Maßnahmen nur verborgen worden sind oder fügen Inhalte aus anderen Sprachversionen ein, welche in der vorliegenden Version entfernt worden sind. Die Rechtslage ist in beiden Fällen unklar.

## Definition
Die Verwendung des Begriffs „Patch“ ist häufig unzutreffend, da dieser im Allgemeinen eine offizielle Änderung bzw. Verbesserung seitens des Entwicklers oder Herausgebers beschreibt. Bloodpatches hingegen stammen von Nutzern (siehe Mod). Oft handelt es sich nur um ein Skript oder ein Installationsprogramm, welches die vorhandenen Dateien des Spiels überschreibt; Stellenweise liegen auch nur die geänderten Dateien vor, welche dann vom Benutzer manuell an die entsprechenden Orte kopiert werden müssen. Selbst reine Anleitungen in Textform werden gelegentlich als Bloodpatch bezeichnet.
Abhängig von den nötigen Anpassungen schwankt auch der Umfang des Bloodpatches deutlich. So kann es sich tatsächlich um einen kleinen Patch im eigentlichen Sinne, einen Eintrag in einer Konfigurationsdatei oder um eine Registrierungsdatei handeln, die nur wenige Kilobyte groß sind. In anderen Fällen kann es notwendig sein, einen Großteil des Spielinhalts auszutauschen, wobei bis mehrere Gigabyte an Daten anfallen können.

### Unterkategorien
|                                    | |
| Blutpatch (englisch „Bloodpatch“)  | Eine Anpassung, welche die Gewaltdarstellung auf das Niveau anderer Versionen des Spiels hebt. Die Bezeichnung wird oft stellvertretend für sämtliche Modifikationen dieser Art verwendet.         |
| Bloodmod (englisch „Bloodmod“)     | Eine Modifikation, welche die standardmäßige Darstellung von Blut innerhalb eines Spiels erhöht, indem Inhalte verändert oder Werte (beispielsweise die Anzahl an Blutspritzern) angehoben werden. |
| Gewaltpatch (englisch „Gorepatch“) | Erhöht die Gewaltdarstellung eines Spieles, indem neben Blut auch Körperteile oder Manipulationen an Figuren möglich werden.                                                                       |
| Uncutpatch                         | Beschreibt das Korrigieren von weiteren Veränderungen, etwa die Entfernung von nationalsozialistischer Symbolik, die in Deutschland grundsätzlich eine Beschlagnahme des Spiels zur Folge hat.     |
| Nacktpatch (englisch „Nude Patch“) | Führt im Allgemeinen zu einer Wiederherstellung oder Einfügung von Nacktheit und/oder sexuellen Darstellungen im Spiel.                                                                            |

### Beispiele für lokale Anpassungen
Über die Jahre hinweg mehrere typische Formen von Anpassungen an die jeweiligen Absatzmärkte entwickelt, die bevorzugt von Bloodpatches rückgängig gemacht werden. Beispiele wären:
- Darstellung von Blutspritzern in unnatürlichen Farben (grün statt rot) oder vollständige Entfernung von Blut
- Entfernung der Darstellung von Verletzungen
- Entfernung der möglichen Zerlegung/Zerstörung von Körpern
- Entfernung drastischer Skript- oder Zwischensequenzen
- Entfernung besonders kontroverser Gewaltopfer (beispielsweise von Kindern oder Tieren)
- Entfernung oder Entschärfung visueller Leiddarstellung (etwa Todesanimationen)
- Entfernung oder Entschärfung akustischer Leiddarstellung (vor allem Todesschreie)
- Ersetzung menschlicher oder tierischer Charaktere durch fantastische Figuren (etwa Roboter oder Außerirdische)
- Verminderung der Authentizität des physikalischen Verhaltens lebloser Körper (siehe Ragdolleffekte)
- Entfernung sexueller Inhalte
- Entfernung oder Ersetzung nationalsozialistischer oder anderer extremistischer Symbolik
- Änderungen des Szenarios

## Bekannte Beispiele
Im Folgenden einige Beispiele bekannter Spiele, an denen Anpassungen für den deutschen Markt durchgeführt wurden. Für die benannten Fälle sind entsprechende inoffizielle Patches erschienen.
- Command & Conquer: Der Tiberiumkonflikt, Command & Conquer: Alarmstufe Rot

In den deutschen Versionen wurden alle menschlichen Soldaten zu Cyborgs abgeändert; Deren Blut wurde schwarz eingefärbt, um Öl zu suggerieren. Todesschreie wurden durch Explosionen ersetzt bzw. durch knirschendes Metal, wenn die Cyborgs von Vehikeln überfahren werden. Ferner wurden einige Videosequenzen gekürzt oder abgeändert. Der Spielablauf wurde dadurch kaum beeinträchtigt, allerdings war die Handlung des Spiels danach in Deutschland stark abgewandelt.
- Call of Duty

In den deutschen Fassungen wurde einzig die nationalsozialistische Symbolik entfernt, da die Spielreihen auch in der originalen Fassung auf relativ geringe Gewaltdarstellung setzt, die sich auf unrealistisch gestaltete Blutschwaden bei getroffenen Soldaten beschränkt und vor allem der Trefferbestätigung dient. Allerdings hat gerade dies dazu geführt, dass die CoD-Spielreihe ein beliebtes Objekt für „Modder“ geworden ist, welche die Spiele um zusätzliche Gewaltdarstellung erweitern. Ausnahmen bilden hierbei die Serienableger Call of Duty: World at War und Black Ops, wobei der Zombiemodus abgeschwächt oder entfernt wurde.
- Fallout

In der deutschen sowie einer amerikanischen Version für Teenager wurde die Gewaltdarstellung, die im Original bis zur Zerlegung von Körpern reicht, auf Blutlachen reduziert. Außerdem wurden Kinder durch Obdachlose ersetzt. Folge der Änderungen ist die unlogische Erscheinung, dass man durch das Töten dieser Obdachloser den Status „Kindermörder“ erlangen kann. Außerdem sind einige der Nebenquests in der deutschen Fassung nicht lösbar, da ein Gespräch mit einem der entfernten Kinder, für ihre Lösung erforderlich wäre.
- Grand Theft Auto

In der deutschen Version von Grand Theft Auto und GTA 2 wurden sämtliche Bluteffekte (d. h. Blutlachen und blutfarbene Reifenspuren) entfernt, nur im ersten Teil wurde die Möglichkeit entfernt einen weiblichen Charakter zu spielen (die es im zweiten Teil in keiner Sprachversion mehr gab). In der europäischen Version von Grand Theft Auto 3 und allen darauf aufbauenden Spielen wurden Bluteffekte und die Möglichkeit Menschen zu enthaupten, entfernt, ebenso die Möglichkeit auf liegende oder tote Menschen einzuprügeln/einzutreten. Außerdem verlieren getötete Menschen kein Geld, sodass das Töten unschuldiger Passanten keinen direkten praktischen Nutzen mehr bringt.
- Half-Life

In der deutschen Version wurde die gesamte dynamische Darstellung von Blut entfernt, Todesanimationen menschlicher Charaktere wurden durch eine weniger drastische Animation ersetzt (bei der die Charaktere sich sanft und kopfschüttelnd auf den Boden setzen) und die menschlichen Feinde aus der englischen Originalfassung wurden durch Roboter ersetzt. Folge war, dass die freundlichen Charaktere von Soldaten sprachen, die jedoch in der Form nicht auftraten, sodass die Handlung für deutsche Spieler zunächst unnachvollziehbar erscheinen konnte.
- Soldier of Fortune

In der deutschen Version von Soldier of Fortune wurden die Darstellung von Blut und die mögliche Zerlegung von Menschen gänzlich entfernt. Außerdem wurden reale Ortsnamen durch ähnlichklingende fiktive Bezeichnungen ersetzt (New York in New Fork). Im zweiten Teil wurde zudem noch die Geschichte dahingehend umgeschrieben, dass das Spiel in einer Art Androidenwelt angesiedelt ist, wofür u. a. schwach sichtbare Schweißnähte auf den Hauttexturen platziert wurden und beim Treffen des Gegners Metallgeräusche erzeugt werden.